# یهودای مکابی
یهودای مکابی (عبری: יהודה המכבי، یک کوهن یهودی بود که شورش مکابی را بر ضد امپراتوری سلوکی (۱۶۷–۱۶۰ پ. م) رهبری کرد. او به عنوان «قهرمان جنگ‌های استقلال یهودیان» شناخته می‌شود.
عید یهودی حنوکا به مناسبت بازیابی پرستش یهودیان در معبد دوم اورشلیم در سال ۱۶۴ پ. م در پی آن که یهودا تمام مجسمه‌های خدایان و الهه‌های یونانی را برداشته و آن را پاکسازی کرد، برگزار می‌شود.